# Parque da Cidade Joventino Silva
O Parque da Cidade Joventino Silva, popularmente conhecido como Parque da Cidade, é um parque de Salvador, Bahia. Está localizado no bairro da Pituba, próximo aos bairros de Santa Cruz, Itaigara e Nordeste de Amaralina. Foi criado em 1973 e reformado em 2001 e novamente em 2014.
O Parque é gerido pela Prefeitura, bem como o Horto da Sagrada Família, o Jardim Botânico de Salvador, o Parque São Bartolomeu e o Parque das Dunas.

## História
Antigamente, o território do parque pertencia a Manoel Dias da Silva, que deixou de herança para Joventino Pereira da Silva, e fazia parte da antiga Fazenda Pituba.
Em 21 de abril de 1919, foi lançada a Planta de Arruamento da "Cidade da Luz", projetada pelo engenheiro Teodoro Sampaio, nos terrenos da fazenda.
Na década de 1970, Joventino Silva doou à Prefeitura a área do Parque, com cerca de 1,4 milhão m², por causa da urbanização que acontecia no bairro da Pituba. Então em 30 de outubro de 1973, foi criado através do Decreto Municipal nº 4.522 o Parque da Cidade Joventino Silva, que foi inaugurado somente em 1975, pelo então prefeito Clériston Andrade, durante o governo de Antônio Carlos Magalhães.
Depois de várias intervenções feitas pela Prefeitura Municipal do Salvador, em parceria com a Petrobrás, o Parque da Cidade foi completamente reurbanizado e entregue à população em 12 de outubro de 2001, pelo prefeito Antônio Imbassahy, com as presenças do senador Antônio Carlos Magalhães e do governador César Borges.

## Área verde
Conta com cerca de 720 mil metros quadrados de área verde. É um local de preservação da mata atlântica, vegetação original da costa brasileira, e também o único local da cidade em que há a trasição da mata atlântica para as dunas, e, por isso, podem ser encontradas diversas espécies ornamentais e frutíferas. Sua topografia é acidentada e o solo é argiloso, além de haver pântanos. Possui uma fauna rica, abrangendo mamíferos (destaque para os saguis e sariguês), aves, répteis (destaque para os lagartos) e anfíbios, e uma flora também, como a ipê-roxo, pau-paraíba, oiti, sucupira, coqueiros, dendezeiros, jaqueiras, mangueiras, sapotizeiros, bromélias e orquídeas.
No parque há a presença do Grupo Especial de Proteção Ambiental (GEPA), da Guarda Civil Municipal de Salvador, para fazer a segurança efetiva da vegetação.

## Outros atrativos

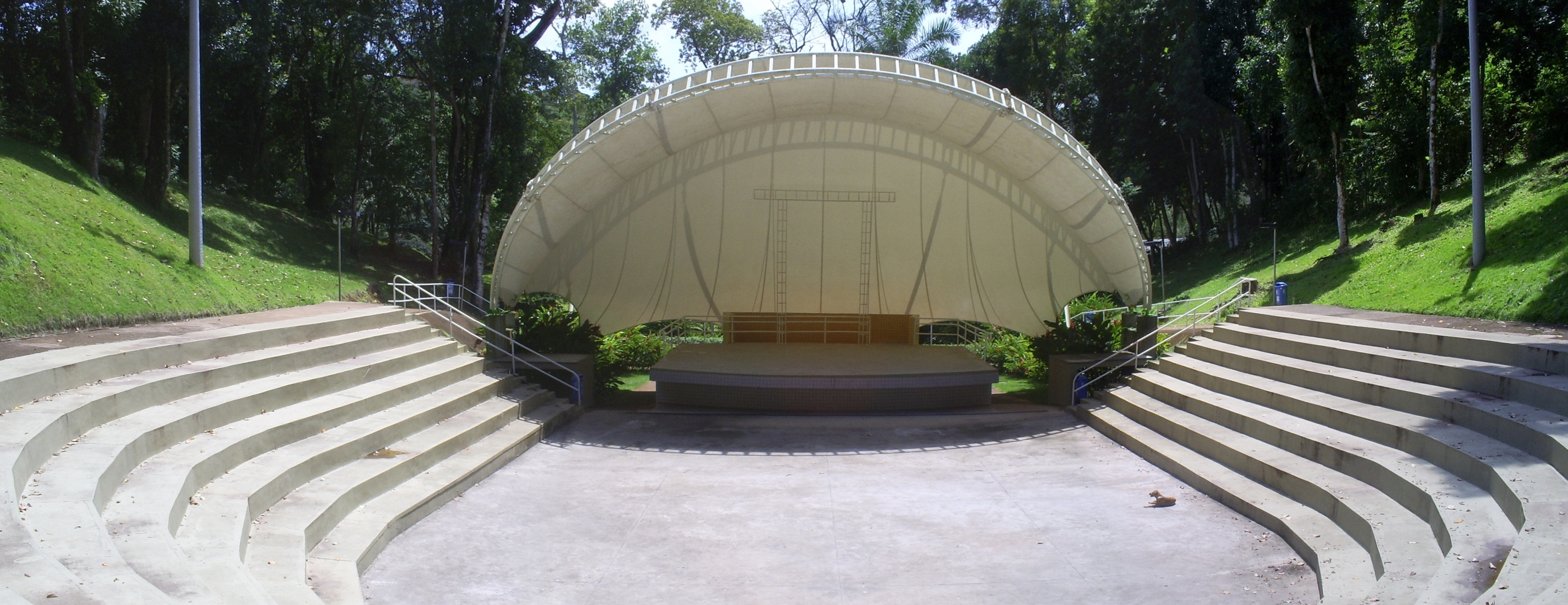
Panorama do Anfitreatro Dorival Caymmi, com capacidade para 600 espectadores.

Além da área verde, há também quadras poliesportivas, parquinhos para crianças, equipamentos de lazer e ginástica, pista de cooper com 3.500 metros de extensão, ciclovia, praça para idosos, área para piquenique, lanchonetes, um posto médico, áreas de concentração e encontros para estudantes, turistas e grupos da terceira idade, um amplo estacionamento com capacidade para abrigar 270 automóveis e um anfiteatro, chamado de Dorival Caymmi, com capacidade para 600 pessoas fazendo parte de sua infraestrutura.
O parque passou a se destacar no cenário musical, através do Projeto Música no Parque, em que se oferece shows gratuitos de músicos populares em seu anfiteatro, onde também há realizações de outras manifestações artísticas.